# 144 pr. n. št.

## Smrti
- Ptolemaj VII. Neos Filopator, faraon Starega Egipta (* ni znano)